# Saint-Cosme
Saint-Cosme (deutsch Sankt Cosman) ist eine französische Gemeinde im Département Haut-Rhin in der Region Grand Est (bis 2015 Elsass). Sie gehört zum Arrondissement Altkirch und zum Kanton Masevaux-Niederbruck und ist Mitglied des Gemeindeverbandes Sud Alsace Largue. Mit 77 Einwohnern (Stand 1. Januar 2022) ist Saint-Cosme die zweitkleinste der 377 Gemeinden im Département Haut-Rhin.

## Geografie
Die Gemeinde Saint-Cosme liegt im Gebiet der Burgundischen Pforte zwischen Belfort und Mülhausen im äußersten Südwesten des Elsasses an der Grenze zur Region Bourgogne-Franche-Comté. Die östliche Gemeindegrenze bildet der Traubach, der über die Largue zur Ill entwässert und somit zum Einzugsgebiet des Rheins gehört. Das Dorf selbst liegt auf der Rhein-Rhône-Wasserscheide.
Nachbargemeinden von Saint-Cosme sind Bellemagny im Norden, Guevenatten im Osten, Bréchaumont im Süden, Reppe im Südwesten sowie Vauthiermont im Westen.

## Geschichte
1302 Erwähnung als Engelmarswilr. Dieser Name war noch im 15. Jahrhundert gebräuchlich. Der Name St.-Cosme leitet sich vom Patron der Kirche her, taucht in den Urkunden erstmals im 14. Jahrhundert auf und erscheint 1576 als S. Gosman.
Der Ort gehörte bis 1324 zur Grafschaft Pfirt, kam 1324 an Habsburg und 1648 im Westfälischen Frieden an die Krone Frankreichs. Von der Revolution bis 1870 gehörte St.-Cosme zum Arrondissement Belfort. Als nach dem Deutsch-Französischen Krieg 1870/71 das Territoire de Belfort unter Berücksichtigung der Sprachgrenze vom Département Haut-Rhin abgetrennt wurde, blieben die frankophonen Orte St.-Cosme, Bretten und Éteimbes ausnahmsweise beim Elsass – im Austausch gegen Orte um Rougemont-le-Château.
Von 1871 bis zum Ende des Ersten Weltkrieges gehörte Sankt Cosman als Teil des Reichslandes Elsaß-Lothringen zum Deutschen Reich und war dem Kreis Altkirch im Bezirk Oberelsaß zugeordnet.

### Bevölkerungsentwicklung
| Jahr      | 1910 | 1962 | 1968 | 1975 | 1982 | 1990 | 1999 | 2007 | 2017 |
| --------- | ---- | ---- | ---- | ---- | ---- | ---- | ---- | ---- | ---- |
| Einwohner | 51   | 43   | 38   | 36   | 41   | 45   | 66   | 83   | 951  |

## Sehenswürdigkeiten
Église St.-Cosme et St.-Damien (Sankt Cosmas und Damian): Der Turm, ein Westturm mit Eingangshalle, stammt aus dem 15. Jahrhundert. Er besitzt wie im Mittelalter alle Kirchtürme des Sundgaus ein Satteldach. Schiff und Chor entstanden neu 1782. Der barocke Hauptaltar ist den beiden Kirchenheiligen gewidmet. Der linke Seitenaltar ist ein Marienaltar, der rechte ein Katharinenaltar. Taufstein von 1625. Barocke Kanzel. Im Chor Grabplatten von Ortsgeistlichen. Die Kirche hat mit ihrem ummauerten Kirchhof den Charakter einer Wehrkirche. Auf dem Friedhof Grabmäler napoleonischer Offiziere aus der Zeit um 1800.
Das Gemeindewappen zeigt eine originaltreue Abbildung der Kirche. Die von mehreren hundertjährigen Ulmen und Linden umgebene Kirche Saint-Cosme et Saint-Damien (St. Cosmas und Damian) ist möglicherweise eine der ältesten im Südwesten des Elsass. Die Kirche wird nachts beleuchtet.
Einige Sundgauer Fachwerkhäuser, wobei – als Besonderheit des westlichsten Sundgaus – an der Giebelseite statt des Krüppelwalms auch das Vollwalmdach erscheint.
|  |  |

## Persönlichkeiten
- Joseph Alois Faller (1816–1894), gestorben in Saint-Cosme, französisch-deutscher römisch-katholischer Geistlicher und Ordensgründer